# بخش واشینگتن، شهرستان مکم، میشیگان
بخش واشینگتن (به انگلیسی: Washington Township) یک منطقهٔ مسکونی در ایالات متحده آمریکا است که در شهرستان مکم، میشیگان واقع شده‌است. بخش واشینگتن ۹۵٫۳ کیلومتر مربع مساحت و ۲۵٬۱۳۹ نفر جمعیت دارد و ۲۳۸ متر بالاتر از سطح دریا واقع شده‌است.